# Solbergbanen
De Solbergbanen is een kunstijsbaan in Solbergelva in de gemeente Drammen)in de provincie Buskerud in het zuiden van Noorwegen. De ijsbaan wordt gebruikt als bandybaan. De ijsbaan is geopend in de jaren 60. In 1977 is de ijsbaan voorzien van grote lichten. Tot 2015 was het een natuurijsbaan. In 2015 is een kunstijsinstallatie aangelegd en de baan tevens vergroot tot de maximale grootte.
De Solbergbanen is de thuisbaan van Solberg Bandy, de 9-voudig Noors kampioen bandy. In de tijd dat er nog natuurijs lag, moest Solberg Bandy bij het ontbreken van natuurijs uitwijken naar het Vassenga Kunstis in Mjøndalen.

## Kampioenschappen
- 1985 - WK Bandy (2 poulewedstrijden)